# Gehrden (Sachsen-Anhalt)
Gehrden (Sachsen-Anhalt) este o comună din landul Saxonia-Anhalt, Germania.